# Го Ихань (шорт-трекистка)
Го Ихань (кит. упр. 郭奕含, пиньинь Guo Yihan, род. 9 марта 1995 года в гор. Чанчунь, провинция  Цзилинь.) — китайская шорт-трекистка, чемпионка мира 2017 года. Выпускница Харбинского спортивного университета.

## Биография
Го Ихань занялась шорт-треком в возрасте 9-ти лет в Чанчуне и поначалу это было для неё хобби. Впервые дебютировала на международных соревнованиях в 2012 году на юниорском чемпионате мира в Мельбурне и там в эстафете выиграла серебряную медаль, а в общем зачёте заняла 6-е место. На следующий год выиграла дистанцию 1000 м на зимней Универсиаде в Трентино. 
В январе 2014 года на юниорском чемпионате мира в Эрзуруме стала 3-й в эстафете, и в индивидуальной классификации оказалась на 14-м месте. В том же году она впервые выступила на Кубке мира и в ноябре на этапе в Монреале заняла 3-е место на 1000 м. В феврале 2016 года Го на этапе кубка в Дордрехте заняла 2-е место на 1500 м, а через месяц в марте на чемпионате мира в Сеуле в многоборье заняла 6-е место и 4-е место в беге на 1500 м. 
В декабре на этапе кубка в корейском Канныне заняла 2-е место на 1000 м, в феврале 2017 года на зимних Азиатских играх в Саппоро завоевала бронзу на 1500 м и серебро в эстафете, а 13 марта на чемпионате мира в Роттердаме она выиграла золотую медаль в эстафете вместе с Цюй Чуньюй, Фань Кэсинь,  Линь Юэ и Цзан Ицзэ. На отборочных соревнованиях на Олимпиаду 2018 года она проиграла и своё место уступила  Ли Цзиньюй.
22 октября того же года в Харбине на втором этапе Национальной лиги Го Ихань выиграла в беге на 1500 м, 1000 м и на 500 м выиграла серебряную медаль. В ноябре на кубке мира в Шанхае вместе с командой заняла 2-е место в эстафете. 24 ноября выиграла финал на 1000 м на Суперкубке Шанхая, а 25 ноября финишировала 3-й в финале на 1500 м. 18 ноября 2018 года в финале на 1000 метров в Харбине на соревнованиях Элитной национальной лиги по шорт-треку “Кубок Китая” Го Ихань заняла 2-е место со временем 1:35,032 секунды.
В декабре она завоевала бронзовую медаль в беге на 500 м на этапе в Циндао Элитной лиги “Кубок Китая” 2018-2019 годов. В январе 2020 года на чемпионате четырёх континентов выиграла бронзу в эстафете. В марте из-за пандемии коронавируса соревнования были отменены до начала 2021 года. В январе 2021 года на национальном чемпионате Го выиграла на дистанции 1500 м, опередив Хань Тяньюй и  Ли Цзиньюй и заняла 2-е место на дистанциях 1000 м и 3000 м.
В октябре 2021 года на Кубке мира в Пекине вместе с командой выиграла золотую медаль в эстафете, а в ноябре в Будапеште заняла 3-е место в эстафете. 10 января 2022 года в первый соревновательный день в Пекине на отборочных соревнованиях к Олимпийским играм 2022 года. В финале женской группы А Го Ихань выиграла на дистанции 1500 м.

## Награды
- 2017 год - названа Элитной спортсменкой международного класса